# Megalomyrmex symmetochus
Megalomyrmex symmetochus (лат.) — вид муравьёв рода Megalomyrmex из подсемейства мирмицины (Myrmicinae, Solenopsidini). Южная и Центральная Америка: Коста-Рика, Никарагуа, Панама, Перу. Включён в Международную Красную книгу как уязвимый вид.

## Описание
Мелкие муравьи (около 3 мм) красновато-коричневые цвета, гладкие и блестящие. Ширина головы самок (HW) 0,60—0,84 мм, длина головы (HL) 0,75—0,89 мм, длина скапуса усика (SL) 0,69—0,84 мм. Усики рабочих 12-члениковые с булавой из 3 сегментов. Формула нижнечелюстных и нижнегубных щупиков самок 3,2. Жвалы с несколькими зубцами (около 6). Жало развито. Стебелёк между грудкой и брюшком состоит из двух члеников: петиоля и постпетиоля. Заднегрудка без проподеальных зубцов. На нижней стороне постпетиоля развит длинный зубец.
M. symmetochus ассоциирован с грибководами рода Sericomyrmex. Некоторые другие виды рода Megalomyrmex известны как специализированные социальные паразиты муравьёв-листорезов Attini, в гнёздах которых обитают и питаются в грибных садах вида-хозяина. Например, вид Megalomyrmex mondaboroides ассоциирован с грибководами рода Trachymyrmex (C. costatus Mann) и Apterostigma (A. goniodes Lattke). Вид был впервые описан в 1925 американским мирмекологом профессором Уильямом Уилером (англ. Wheeler William M.), а его валидный статус подтверждён в ходе ревизии в 2013 году американскими мирмекологами Брендоном Будино (Brendon E. Boudinot), Теодором Самнихтом (Theodore P. Sumnicht; University of Utah, Солт-Лейк-Сити, Юта, США) и Рашель Адамс (Rachelle M. M. Adams; Department of Entomology Smithsonian Institution, Вашингтон, США). Таксон включён в видовую группу Megalomyrmex silvestrii-group вместе с видами M. fungiraptor, M. mondabora, M. adamsae, M. mondaboroides, M. nocarina, M. silvestrii, M. reina, M. wettereri.